# Lista delle razze canine pericolose
La lista delle razze pericolose consiste in un elenco di razze canine ritenute pericolose e temporaneamente soggette a restrizioni in Italia.
Fu redatto come allegato dell'Ordinanza del 12 dicembre 2006, "Tutela dell'incolumità pubblica dall'aggressione di cani", pubblicata sulla Gazzetta Ufficiale n. 10 del 13 gennaio 2007, a firma dell'allora ministro Livia Turco, con validità per un anno dal momento della pubblicazione.
Dal 23 marzo 2009, per la durata di ventiquattro mesi (art. 7), è stata in vigore una ordinanza, firmata dal Sottosegretario alla Salute Francesca Martini, Ordinanza contingibile ed urgente concernente la tutela dell'incolumità pubblica dall'aggressione dei cani. A differenza della precedente ordinanza 12 dicembre 2006 (Tutela dell'incolumità pubblica dall'aggressione di cani), pubblicata sulla Gazzetta Ufficiale n. 10 del 13 gennaio 2007, la cui vigenza veniva limitata al periodo di un anno dal 14-01-2007, non conteneva alcuna "lista di razze", specificando anzi che l'ordinanza precedente «non solo non ha ridotto gli episodi di aggressione ma, come confermato dalla letteratura scientifica di Medicina Veterinaria, "non è possibile stabilire il rischio di una maggiore aggressività di un cane sulla base dell'appartenenza a una razza o ai suoi incroci"».
Tale ordinanza quindi, con riferimento a tutti i cani indipendentemente dalla razza, aveva previsto quanto di seguito: "Ai fini della prevenzione dei danni o lesioni a persone, animali o cose il proprietario e il detentore di un cane devono adottare le seguenti misure:
a) adottare sempre il guinzaglio ad una misura non superiore a 1,50 m durante la conduzione dell'animale nelle aree urbane e nei luoghi aperti al pubblico, fatte salve le aree per i cani individuate dai comuni;
b) portare con sé una museruola, rigida o morbida, da applicare al cane in caso di rischio in caso di pericolosità per persone o animali o su richiesta delle Autorità competenti;
c) affidare il cane a persone in grado di gestirlo correttamente;
I contenuti dell'ordinanza del 23 marzo 2009 sono stati confermati ed attualmente è in vigore l’Ordinanza contingibile ed urgente concernente la tutela dell'incolumità pubblica dall'aggressione dei cani del 6 agosto 2013 (pubblicato sulla Gazzetta Ufficiale n. 209 del 6 settembre 2013).

## Elenco
La lista previgente citava le seguenti razze, per le quali (comprendendo anche i relativi incroci) si prevedeva l'obbligo di guinzaglio e museruola quando venissero condotte in luoghi pubblici e/o su mezzi di trasporto pubblico:
- Rottweiler
- Cane da pastore di Charplanina
- Cane da pastore dell’Anatolia
- Cane da pastore dell’Asia centrale
- Cane da pastore del Caucaso
- Cane da Serra di Estrela
- Mastino napoletano
- Perro da canapo majoero
- Dogo canario
- Pit bull mastiff (razza non riconosciuta da ENCI o FCI)
- Pit bull terrier
- Rafeiro do Alentejo
- Bulldog americano
- Tosa inu
- Bull Terrier

## Critiche
L'ordinanza, e in particolare la lista allegata, fin dalla sua pubblicazione aveva suscitato le critiche del mondo cinofilo.
In particolare, lo stesso ENCI (Ente nazionale cinofilia italiana) aveva emesso nei giorni immediatamente successivi alla pubblicazione un comunicato in cui si «sottolinea, assieme alle associazioni veterinarie, l'inconsistenza scientifica di una lista di tipi canini "a rischio di aggressività", rilevando come le radici di una potenziale pericolosità di alcuni soggetti debbano invece ricercarsi nel rapporto tra l'uomo e il cane.»
Negli stessi giorni anche il Ministro delle Politiche agricole, alimentari e forestali, Paolo De Castro «per quanto concerne l'elenco delle razze canine a rischio di maggiore aggressività... rileva che non vi è corrispondenza rispetto a un precedente parere espresso in merito dal Consiglio Superiore di Sanità».
L'Associazione nazionale medici veterinari italiani si era così espressa in merito:«quanto detto vale per qualsiasi cane: la correlazione fra alcune razze canine e la pericolosità è infatti scientificamente infondata.»
Alcune razze citate, come il Rafeiro do Alentejo, risultavano non esistenti in Italia in quanto nessun esemplare è stato iscritto ai registri ENCI dal 2003 al 2008.
La lista contiene alcuni errori nella denominazione delle razze, come risulta dal confronto con l'elenco ufficiale delle razze canine della FCI (Federazione Cinologica Internazionale). Ad esempio la razza denominata Perro da canapo majoero non è mai esistita al di fuori della Lista di razze pericolose. Si tratta probabilmente (per assonanza) di un riferimento al Perro de Ganado Majorero, razza ritenuta pressoché estinta, nonostante alcuni tentativi di recupero.